# بلدة إلبا (مقاطعة غرتيوت)
إلبا، مقاطعة غرتيوت (بالإنجليزية: Elba Township, Gratiot County, Michigan)‏ هي بلدة تقع بولاية ميشيغان في الولايات المتحدة. تبلغ مساحتها 91 (كم²)، وترتفع عن سطح البحر 200 م، بلغ عدد سكانها 1394 نسمة في عام تعداد الولايات المتحدة 2000 حسب إحصاء مكتب تعداد الولايات المتحدة وتصل الكثافة السكانية فيها 15.3 نسمة/كم2.

## أعلام
- جوزيف فيكتور آداميك

## وصلات خارجية
- The US50 - Cities and Towns in Michigan State
- Michigan Cities and Towns, Facts, Map, Flag, Colleges, Government, and More